# Мисліборський повіт
Мисьліборський повіт (пол. powiat myśliborski) — один з 18 земських повітів Західнопоморського воєводства Польщі.
Утворений 1 січня 1999 року в результаті адміністративної реформи.

## Загальні дані
Повіт знаходиться у південно-західній частині воєводства.
Адміністративний центр — місто Мислібуж.
Станом на 1.01.2008 населення становить 67 257 осіб, площа 1182,41 км².
На терени повіту були депортовані 729 українців з українських етнічних територій у 1947 році (т. з. акція «Вісла»).

## Демографія
Демографічні дані повіту станом на 30.06.2006:
|       | Всього | Всього | Жінки  | Жінки | Чоловіки | Чоловіки |
| ----- | ------ | ------ | ------ | ----- | -------- | -------- |
|       | осіб   | %      | осіб   | %     | осіб     | %        |
| Повіт | 68 341 | 100    | 34 595 | 50,7  | 33 206   | 49,3     |
| Міста | 40 008 | 100    | 20 624 | 51,5  | 19 384   | 48,5     |
| Села  | 27 333 | 100    | 13 511 | 49,4  | 13 822   | 50,6     |